# Gasht-e Rūdkhān
Gasht-e Rūdkhān (persiska: گشت رودخان) är en ort i Iran.   Den ligger i provinsen Gilan, i den nordvästra delen av landet, 250 km nordväst om huvudstaden Teheran. Gasht-e Rūdkhān ligger 189 meter över havet och antalet invånare är 787.
Terrängen runt Gasht-e Rūdkhān är varierad.Runt Gasht-e Rūdkhān är det ganska tätbefolkat, med 111 invånare per kvadratkilometer. Närmaste större samhälle är Fūman, 13,3 km nordost om Gasht-e Rūdkhān. I omgivningarna runt Gasht-e Rūdkhān växer i huvudsak blandskog.